# کیا پرگیو
کیا پرگیو (انگلیسی: Kia Pregio) یک خودروی ون و مینی بوس کابین جلو است که بر اساس کیا بونگو و توسط شرکت کیا موتورز کره از نوامبر ۱۹۹۵ به عنوان جانشین کیا بونگو تولید شده‌است. این خودرو دارای طراحی محور جلو می‌باشد.